# Sky-Watcher
Sky-Watcher — фирма-производитель телескопов, биноклей, астрономических монтировок и аксессуаров к ним. Принадлежит Pacific Telescope Corporation (импортёр Synta в Китае).

## Продукция

### Телескопы

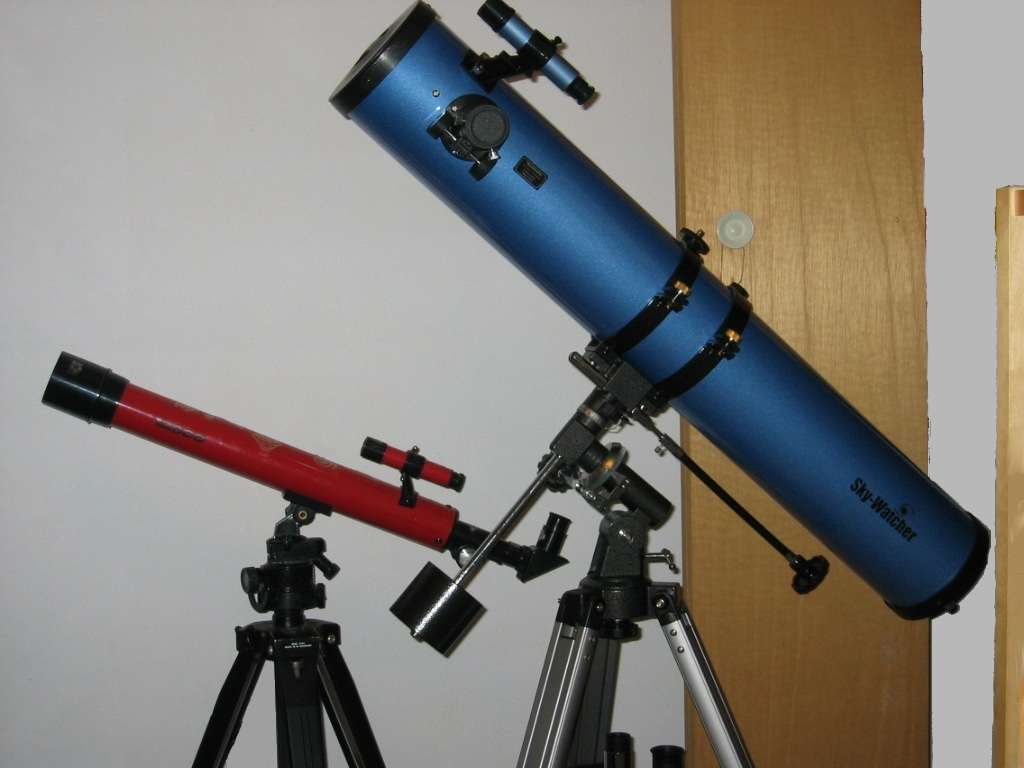
Небольшие любительские телескопы Sky-watcher.

Компания производит более пятнадцати серий любительских телескопов различного назначения и класса.

#### Рефракторы
Выпускаются как ахроматические рефракторы с апертурой 60, 70, 80, 90, 102, 120 и 150 мм, так и предназначенные для астросъёмки апохроматические с апертурой 66, 80, 100, 120 и 150 мм.

#### Рефлекторы
Выпускаемые фирмой рефлекторы имеют апертуру 76, 114, 130, 150, 195, 203, 254, 305 и 406 мм. Модели с малой апертурой имеют сферическое главное зеркало, с крупной — параболическое. Модели с апертурой от 150 до 500 мм выпускаются как для установки в кольцах, так и для монтировки Добсона.

#### Катадиоптрики
Фирма выпускает несколько моделей катадиоптрических телескопов схемы Максутова-Кассегрена с большими фокусными расстояниями и апертурой 70, 80, 90, 102, 127, 150, 180 или 195 мм.

### Астрономические монтировки
На январь 2013 года компания производила различные типов астрономических монтировок:
- несколько типов альт-азимутальных монтировок: AZ-1, AZ-2, AZ-3, AZ4, различающихся по качеству исполнения и грузоподъемности и специальную и HDAZ-монтировку;
- несколько моделей моторизированных альт-азимутальных полувилочных монтировок (AutoTracking);
- лёгкую астрофото-монтировку Multi-Function Mounts;
- восемь типов немецких экваториальных монтировок: EQ1, EQ2, EQ3-2, NEQ3, EQ5, HEQ5, EQ6 и EQ8. Монтировки различаются грузоподъёмностью, точностью исполнения механизмов, возможностями моторизации или компьютеризации приводов осей.
- комбинацию экваториальной и альт-азимутальной монтировок AZ-EQ6 GT, которая может работать в двух режимах. Является развитием монтировки EQ6.
- несколько моделей монтировки Добсона для приборов с апертурой от 5,5 до 16 дюймов (130—406 мм).